# Kazimierz Olech

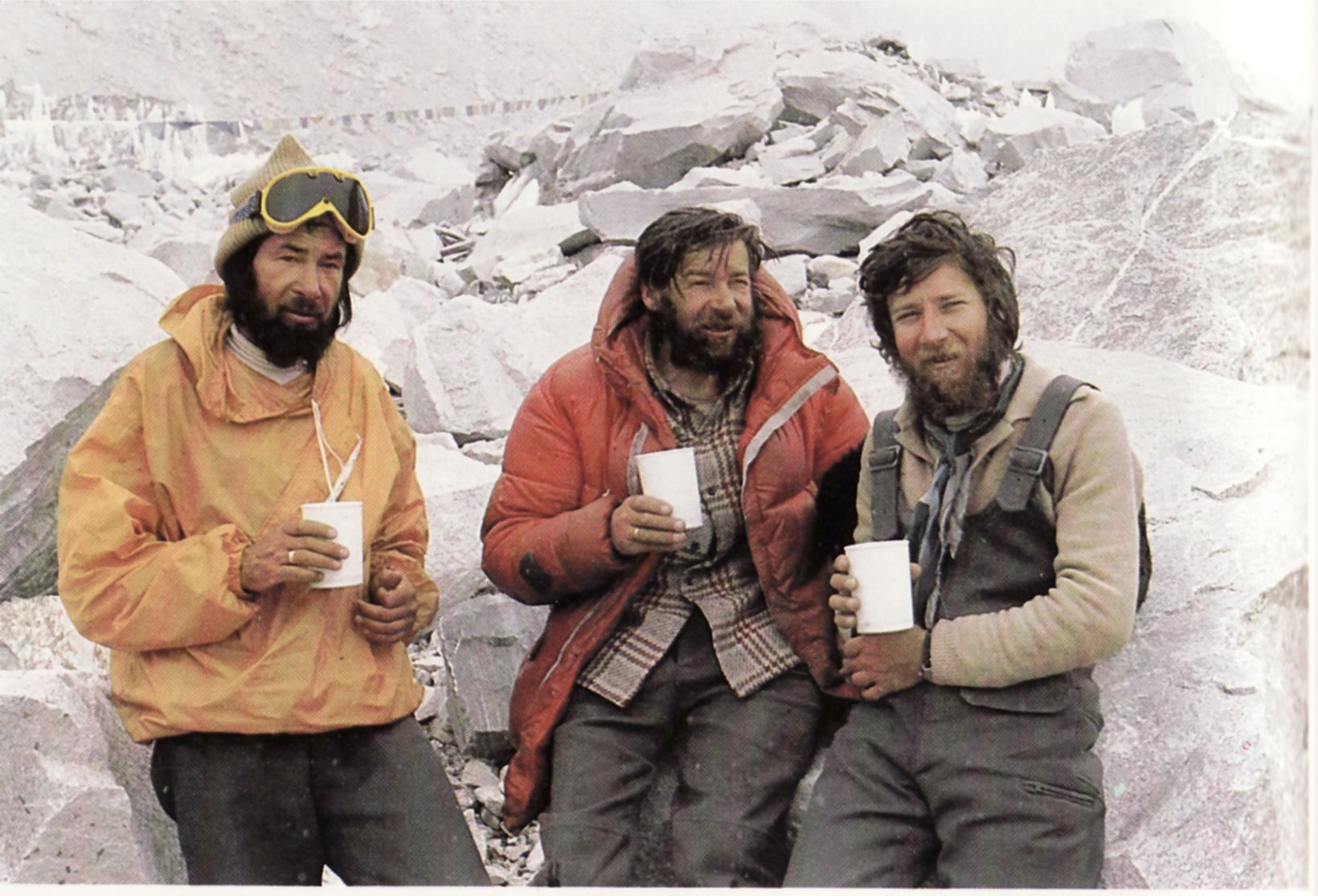
Andrzej Heinrich, Kazimierz Olech i Andrzej Czok odpoczywają w bazie podczas wyprawy na Mount Everest (wiosna 1980)

Kazimierz Waldemar Olech „Waldek” (ur. 6 sierpnia 1928, zm. 12 stycznia 2016) – polski taternik, alpinista, himalaista, instruktor wspinaczki i fotograf górski.

## Życiorys
Kazimierz Olech uprawiał turystykę wysokogórską od 1947, a taternictwo od 1954, wspinał się latem i zimą, przechodząc w Tatrach wiele ścian o dużych trudnościach. W 1959 był uczestnikiem pierwszego zimowego przejścia głównej Grani Tatr. Brał udział w eksploracji Jaskini Zimnej i Szczeliny Chochołowskiej. Od 1957 r. wspinał się w Alpach, na Kaukazie, w Hindukuszu i w Pamirze wchodząc na niezdobyte dotąd sześcio- i siedmiotysięczniki, m.in.: Kohe Tez (7015 m) w 1962 roku, Kohe Farzand (6185 m) i Kohe Urgent (7038 m) w 1968 roku. Brał udział w pięciu wyprawach w Himalaje, gdzie dokonał pierwszych wejść na Kangbachen w 1974 (7902 m, ówczesny polski rekord wysokości) i na Kanczendzongę Środkową w 1978 roku (8482 m, ponowny polski rekord wysokości). W latach 1979 i 1980 uczestniczył w letniej i zimowej wyprawie na Mount Everest. Polacy jako pierwsi w historii zdobyli wtedy najwyższy szczyt Ziemi zimą, a dwójka Andrzej Heinrich i Kazimierz Olech wzięła czynny udział w wytyczeniu nowej sportowej drogi na południowym filarze do wys. 8300 m oraz zakładała obóz szturmowy wyprawy. Karierę wysokogórską zakończył w wieku 56 lat wejściem na Satopanth (7075 m) i Kedarnath Dome (6831 m) w Himalajach Garhwalu. Był działaczem organizacji górskich (m.in. wiceprezesem Klubu Wysokogórskiego i Polskiego Klubu Górskiego) oraz członkiem honorowym PZA, KW Warszawa i PKG. i Polskim Związku Alpinizmu.
Został odznaczony Brązowym Krzyżem Zasługi i czterokrotnie złotym medalem „Za Wybitne Osiągnięcia Sportowe”. Jest współautorem książek: Kangbachen zdobyty (1977) Dwie Kangchendzongi (1983), oraz Zimą na Wielkiej Grani (2000).

## Osiągnięcia Sportowe
- 1959 - uczestnictwo w pierwszym zimowym przejściu główną granią Tatr
- 1959 – 1970 – wejścia na Uszbę (4710 m), Szcheldę (4320 m) i Nakra-tau (4277 m)
- 1962 – pierwsze wejście na Kohe Tez (7015 m)
- 1968 – pierwsze wejścia na Kohe Farzand (6185 m) i Lunkho-i-Dosare (6901 m) oraz pierwsze polskie wejście na Kohe Urgent (7038 m)
- 1970, 1972 – wejścia na Szczyt Lenina (7134 m), Szczyt Korżeniewskiej (7105 m) i Szczyt Ismaila Samaniego (d. Szczyt Komunizmu) (7495 m)
- 1974 – pierwsze wejście na Kangbachen (7902 m) – ówczesny polski rekord wysokości
- 1976 – wejścia na Noszak (7492 m), Darban Zom (7110 m), Shingeik Zom (7291 m)
- 1978 – pierwsze wejście na Kanczendzongę Środkową (8482 m) – ówczesny polski rekord wysokości
- 1979 – uczestnictwo w letniej wyprawie na Mount Everest
- 1980 – uczestnictwo w zimowej wyprawie na Mount Everest
- 1984 – wejście na Satopanth (7075 m) i Kedarnath Dome (6831 m)